# Guillermo Cotugno
Guillermo Gastón Cotugno Lima (Montevideo, 12 de marzo de 1995) es un futbolista uruguayo que juega como defensa en el Racing Club de Montevideo de la Primera División de Uruguay.

## Trayectoria
El 15 de febrero de 2014 debutó como profesional en el primer equipo de Danubio, ingresó al minuto 85 para enfrentar a Liverpool y el partido terminó 2 a 1 a favor.
Participó en las finales por el Campeonato Uruguayo ante Wanderers, en el tercer partido su equipo se quedó con la temporada.
El 1 de agosto de 2017, se convirtió en jugador del Real Oviedo, firmando por dos temporadas.
El 20 de julio de 2018 llegó en condición de libre al Club Nacional de Football. Con el equipo tricolor disputaría el Torneo Clausura 2018 y también la Copa Sudamericana en caso de que el equipo avanzara de ronda.

## Selección nacional
En 2014 fue parte del proceso de la selección sub-20 de Uruguay conducida por Fabián Coito.
Debutó con la Celeste el 15 de abril ante Chile en el Domingo Burgueño de Maldonado, jugó como titular y ganaron 3 a 0.
El 3 de enero de 2015 fue seleccionado para defender a Uruguay en el Campeonato Sudamericano Sub-20. Disputó 8 partidos, terminaron el campeonato en tercer lugar y clasificaron al Mundial Sub-20.
El 14 de mayo fue seleccionado para defender a Uruguay en la Copa Mundial Sub-20 de Nueva Zelanda.

### Participaciones en categorías inferiores
| Competición                            | Sede          | Resultado        | Partidos | Goles |
| -------------------------------------- | ------------- | ---------------- | -------- | ----- |
| Campeonato Sudamericano Sub-20 de 2015 | Uruguay       | Tercer puesto    | 8        | 0     |
| Copa Mundial Sub-20 de 2015            | Nueva Zelanda | Octavos de final | 4        | 0     |

### Detalles de partidos
| Con Uruguay sub-20 | Con Uruguay sub-20 | Con Uruguay sub-20   | Con Uruguay sub-20       | Con Uruguay sub-20           | Con Uruguay sub-20                      | Con Uruguay sub-20 | Con Uruguay sub-20 | Con Uruguay sub-20                                        | Con Uruguay sub-20 |
| N°                 | Rival              | Resultado            | Fecha                    | Lugar                        | Competencia                             | Goles              | Asistencias        | Ref.                                                      |                    |
| ------------------ | ------------------ | -------------------- | ------------------------ | ---------------------------- | --------------------------------------- | ------------------ | ------------------ | --------------------------------------------------------- | ------------------ |
| 1                  | Chile              | 3:0 (1:0)            | 15 de abril de 2014      | Maldonado · Uruguay          | Amistoso                                | -                  | -                  | 1                                                         |                    |
| 2                  | Perú               | 1:1 (1:1)            | 6 de agosto de 2014      | Lima · Perú                  | Amistoso                                | -                  | -                  | 2                                                         |                    |
| 3                  | Perú               | 1:0 (0:0)            | 24 de septiembre de 2014 | Montevideo · Uruguay         | Amistoso                                | -                  | -                  | 3                                                         |                    |
| 4                  | Federación Gaúcha  | 1:2 (1:1)            | 13 de noviembre de 2014  | Montevideo · Uruguay         | Amistoso                                | -                  | -                  | 4                                                         |                    |
| 5                  | Paraguay           | 1:0 (0:0)            | 26 de noviembre de 2014  | Asunción Paraguay            | Amistoso Cuadrangular internacional     | -                  | -                  | 5                                                         |                    |
| 6                  | Panamá             | 2:0 (2:0)            | 28 de noviembre de 2014  | Asunción Paraguay            | Amistoso Cuadrangular internacional     | -                  | -                  | 6                                                         |                    |
| 7                  | Panamá             | 3:3 (0:2) (5:3 pen.) | 30 de noviembre de 2014  | Asunción Paraguay            | Amistoso Cuadrangular internacional     | -                  | -                  | 7                                                         |                    |
| 8                  | Colombia           | 1:0 (0:0)            | 15 de enero de 2015      | Maldonado · Uruguay          | Campeonato Sudamericano Fase de grupos  | -                  | -                  | 8                                                         |                    |
| 9                  | Brasil             | 2:0 (1:0)            | 17 de enero de 2015      | Maldonado · Uruguay          | Campeonato Sudamericano Fase de grupos  | -                  | -                  | 9                                                         |                    |
| 10                 | Chile              | 6:1 (3:0)            | 19 de enero de 2015      | Maldonado · Uruguay          | Campeonato Sudamericano Fase de grupos  | -                  | -                  | 10                                                        |                    |
| 11                 | Brasil             | 0:0 (0:0)            | 26 de enero de 2015      | Maldonado · Uruguay          | Campeonato Sudamericano Hexagonal final | -                  | -                  | 11                                                        |                    |
| 12                 | Perú               | 3:1 (1:0)            | 29 de enero de 2015      | Maldonado · Uruguay          | Campeonato Sudamericano Hexagonal final | -                  | -                  | 12                                                        |                    |
| 13                 | Paraguay           | 2:0 (2:0)            | 2 de febrero de 2015     | Montevideo · Uruguay         | Campeonato Sudamericano Hexagonal final | -                  | -                  | 13                                                        |                    |
| 14                 | Colombia           | 0:0 (0:0)            | 4 de febrero de 2015     | Montevideo · Uruguay         | Campeonato Sudamericano Hexagonal final | -                  | -                  | 14                                                        |                    |
| 15                 | Argentina          | 1:2 (1:1)            | 7 de febrero de 2015     | Montevideo · Uruguay         | Campeonato Sudamericano Hexagonal final | -                  | -                  | 15                                                        |                    |
| 16                 | Honduras           | 5:0 (3:0)            | 13 de mayo de 2015       | Montevideo · Uruguay         | Amistoso                                | -                  | -                  | 16                                                        |                    |
| 17                 | Panamá             | 0:1 (0:0)            | 20 de mayo de 2015       | Hamilton Nueva Zelanda       | Amistoso                                | -                  | -                  | 17                                                        |                    |
| 18                 | Ucrania            | 2:1 (0:0)            | 24 de mayo de 2015       | Auckland Nueva Zelanda       | Amistoso                                | -                  | -                  | 18                                                        |                    |
| 19                 | Serbia             | 1:0 (0:0)            | 31 de mayo de 2015       | Dunedin Nueva Zelanda        | Copa Mundial Fase de grupos             | -                  | -                  | 19 Archivado el 31 de mayo de 2015 en Wayback Machine.    |                    |
| 20                 | México             | 1:2 (0:0)            | 3 de junio de 2015       | Dunedin Nueva Zelanda        | Copa Mundial Fase de grupos             | -                  | -                  | 20 Archivado el 27 de octubre de 2018 en Wayback Machine. |                    |
| 21                 | Malí               | 1:1 (1:1)            | 6 de junio de 2015       | Hamilton Nueva Zelanda       | Copa Mundial Fase de grupos             | -                  | -                  | 21                                                        |                    |
| 22                 | Brasil             | 0:0 (0:0) (4:5 pen.) | 11 de junio de 2015      | Nueva Plymouth Nueva Zelanda | Copa Mundial Fase de grupos             | -                  | -                  | 22 Archivado el 27 de octubre de 2018 en Wayback Machine. |                    |

## Estadísticas

### Clubes
Actualizado al 24 de octubre de 2023.
| Danubio · Uruguay | 1.ª           | 2013-14       | 13  | 0 | 0 | 0 | 0  | 0 | 13  | 0 |
| Danubio · Uruguay | 1.ª           | 2014-15       | 12  | 0 | 0 | 0 | 3  | 0 | 15  | 0 |
| Danubio · Uruguay | Total club    | Total club    | 25  | 0 | 0 | 0 | 3  | 0 | 28  | 0 |
| Rubin Kazán · Rusia | 1.ª           | 2014-15       | 10  | 0 | 1 | 0 | ―  | ― | 11  | 0 |
| Rubin Kazán · Rusia | 1.ª           | 2015-16       | 23  | 0 | 0 | 0 | 6  | 0 | 29  | 0 |
| Rubin Kazán · Rusia | Total club    | Total club    | 33  | 0 | 1 | 0 | 6  | 0 | 40  | 0 |
| Talleres (C) Argentina | 1.ª           | 2016-17       | 8   | 0 | 1 | 0 | ―  | ― | 9   | 0 |
| Talleres (C) Argentina | Total club    | Total club    | 8   | 0 | 1 | 0 | 0  | 0 | 9   | 0 |
| Real Oviedo · España | 2.ª           | 2017-18       | 29  | 1 | 1 | 0 | ―  | ― | 30  | 1 |
| Real Oviedo · España | Total club    | Total club    | 29  | 1 | 1 | 0 | 0  | 0 | 30  | 1 |
| Nacional · Uruguay | 1.ª           | 2018          | 6   | 0 | 0 | 0 | 0  | 0 | 6   | 0 |
| Nacional · Uruguay | 1.ª           | 2019          | 29  | 0 | 1 | 0 | 3  | 0 | 33  | 0 |
| Nacional · Uruguay | Total club    | Total club    | 35  | 0 | 1 | 0 | 3  | 0 | 39  | 0 |
| Śląsk Wrocław · Polonia | 1.ª           | 2019-20       | 3   | 0 | 0 | 0 | ―  | ― | 3   | 0 |
| Śląsk Wrocław · Polonia | 1.ª           | 2020-21       | 9   | 0 | 0 | 0 | ―  | ― | 9   | 0 |
| Śląsk Wrocław · Polonia | Total club    | Total club    | 12  | 0 | 0 | 0 | 0  | 0 | 12  | 0 |
| Deportivo Maldonado · Uruguay | 1.ª           | 2021          | 15  | 1 | ― | ― | ―  | ― | 15  | 1 |
| Deportivo Maldonado · Uruguay | 1.ª           | 2022          | 35  | 1 | ― | ― | ―  | ― | 35  | 1 |
| Deportivo Maldonado · Uruguay | 1.ª           | 2023          | 28  | 0 | ― | ― | 2  | 0 | 30  | 0 |
| Deportivo Maldonado · Uruguay | Total club    | Total club    | 78  | 2 | 0 | 0 | 2  | 0 | 80  | 2 |
| Total carrera | Total carrera | Total carrera | 220 | 3 | 4 | 0 | 14 | 0 | 238 | 3 |
| (1)Incluidos los datos del desempate por el Campeonato Uruguayo (2013-14) (2)Incluidos los datos de la Copa de Rusia (2015) (3)Incluidos los datos de la Copa Sudamericana (2014) |               |               |     |   |   |   |    |   |     |   |

### Selecciones
Actualizado al 11 de junio de 2015.
Último partido citado: Brasil 0 - 0 Uruguay
| Sub-20 · Uruguay | 2013/14       | - | - | - | - | 1  | 0 | 1  | 0 |
| Sub-20 · Uruguay | 2014/15       | 8 | 0 | 4 | 0 | 9  | 0 | 21 | 0 |
| Sub-20 · Uruguay | Total sel.    | 8 | 0 | 4 | 0 | 10 | 0 | 22 | 0 |
| Total carrera | Total carrera | 8 | 0 | 4 | 0 | 10 | 0 | 22 | 0 |
| (1)Incluidos los datos del Campeonato Sudamericano Sub-20 (2015) (2)Incluidos los datos de la Copa Mundial Sub-20 (2015) |               |   |   |   |   |    |   |    |   |

## Palmarés

### Títulos nacionales
| Título              | Club     | País    | Año     |
| ------------------- | -------- | ------- | ------- |
| Campeonato Uruguayo | Danubio  | Uruguay | 2013-14 |
| Torneo Intermedio   | Nacional | Uruguay | 2018    |
| Supercopa Uruguaya  | Nacional | Uruguay | 2019    |
| Torneo Clausura     | Nacional | Uruguay | 2019    |
| Campeonato Uruguayo | Nacional | Uruguay | 2019    |